# Załuże (Petite-Pologne)
Pour les articles homonymes, voir Załuże.
Załuże est une localité polonaise de la gmina de Szczucin, située dans le powiat de Dąbrowa en voïvodie de Petite-Pologne.